# Union County (New Jersey)
Union County ist ein County (Landkreis) im Bundesstaat New Jersey. Bei der Volkszählung im Jahr 2020 hatte das County 575.345 Einwohner und eine Bevölkerungsdichte von 2.155 Einwohnern pro Quadratkilometer. Der Verwaltungssitz (County Seat) ist Elizabeth.

## Geographie
Das County hat eine Fläche von 273 Quadratkilometern, wovon 6 Quadratkilometer Wasserfläche sind. Es grenzt im Uhrzeigersinn an folgende Countys: Essex County, Hudson County, Middlesex County, Somerset County und Morris County.

## Geschichte
Drei Orte im County haben den Status einer National Historic Landmark, der Baltusrol Golf Club, die Boxwood Hall und das William Livingston House. 70 Bauwerke und Stätten des Countys sind insgesamt im National Register of Historic Places eingetragen (Stand 16. Februar 2018).

## Demografische Daten

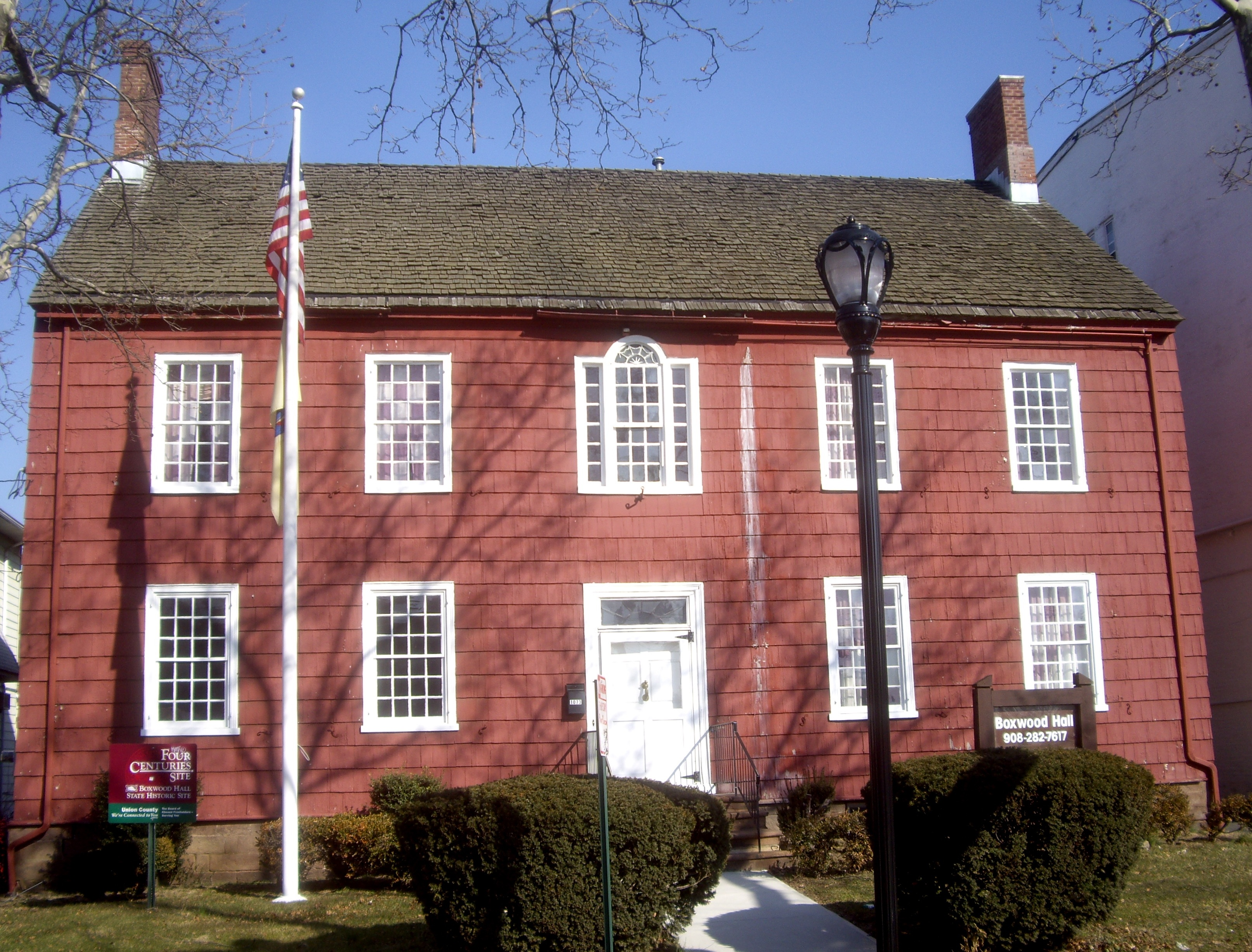
Boxwood Hall (2008)

Nach der Volkszählung im Jahr 2000 lebten im County 522.541 Menschen. Es gab 186.124 Haushalte und 133.264 Familien. Die Bevölkerungsdichte betrug 1.953 Einwohner pro Quadratkilometer. Ethnisch betrachtet setzte sich die Bevölkerung zusammen aus 65,51 % Weißen, 20,78 % Afroamerikanern, 0,23 % amerikanischen Ureinwohnern, 3,83 % Asiaten, 0,04 % Bewohnern aus dem pazifischen Inselraum und 6,37 % aus anderen ethnischen Gruppen; 3,25 % stammten von zwei oder mehr ethnischen Gruppen ab. 19,71 % der Bevölkerung waren spanischer oder lateinamerikanischer Abstammung.
Von den 186.124 Haushalten hatten 34,00 % Kinder und Jugendliche unter 18 Jahre, die bei ihnen lebten. 52,60 % waren verheiratete, zusammenlebende Paare, 14,20 % waren allein erziehende Mütter. 28,40 % waren keine Familien. 23,60 % waren Singlehaushalte und in 10,20 % lebten Menschen im Alter von 65 Jahren oder darüber. Die Durchschnittshaushaltsgröße betrug 2,77 und die durchschnittliche Familiengröße lag bei 3,28 Personen.
Auf das gesamte County bezogen setzte sich die Bevölkerung zusammen aus 24,90 % Einwohnern unter 18 Jahren, 7,90 % zwischen 18 und 24 Jahren, 31,30 % zwischen 25 und 44 Jahren, 22,10 % zwischen 45 und 64 Jahren und 13,80 % waren 65 Jahre alt oder darüber. Das Durchschnittsalter betrug 37 Jahre. Auf 100 weibliche Personen kamen 92,70 männliche Personen, auf 100 Frauen im Alter ab 18 Jahren kamen statistisch 88,90 Männer.
Das jährliche Durchschnittseinkommen eines Haushalts betrug 55.339 USD, das Durchschnittseinkommen der Familien betrug 65.234 USD. Männer hatten ein Durchschnittseinkommen von 44.544 USD, Frauen 32.487 USD. Das Prokopfeinkommen betrug 26.992 USD. 8,40 % der Bevölkerung und 6,30 % der Familien lebten unterhalb der Armutsgrenze. 10,50 % davon waren unter 18 Jahre und 8,00 % waren 65 Jahre oder älter.

## Städte und Ortschaften
- Berkeley Heights
- Clark
- Cranford
- Elizabeth
- Fanwood
- Garwood
- Hillside
- Kenilworth
- Linden
- Mountainside
- New Providence
- Plainfield
- Rahway
- Roselle Park
- Roselle
- Scotch Plains
- Springfield Township
- Summit
- Union Township
- Westfield
- Winfield Township

## Partnerschaften
Union County unterhält seit 2016 eine Partnerschaft mit Wenzhou, China.